# Operatie Ezra en Nehemia

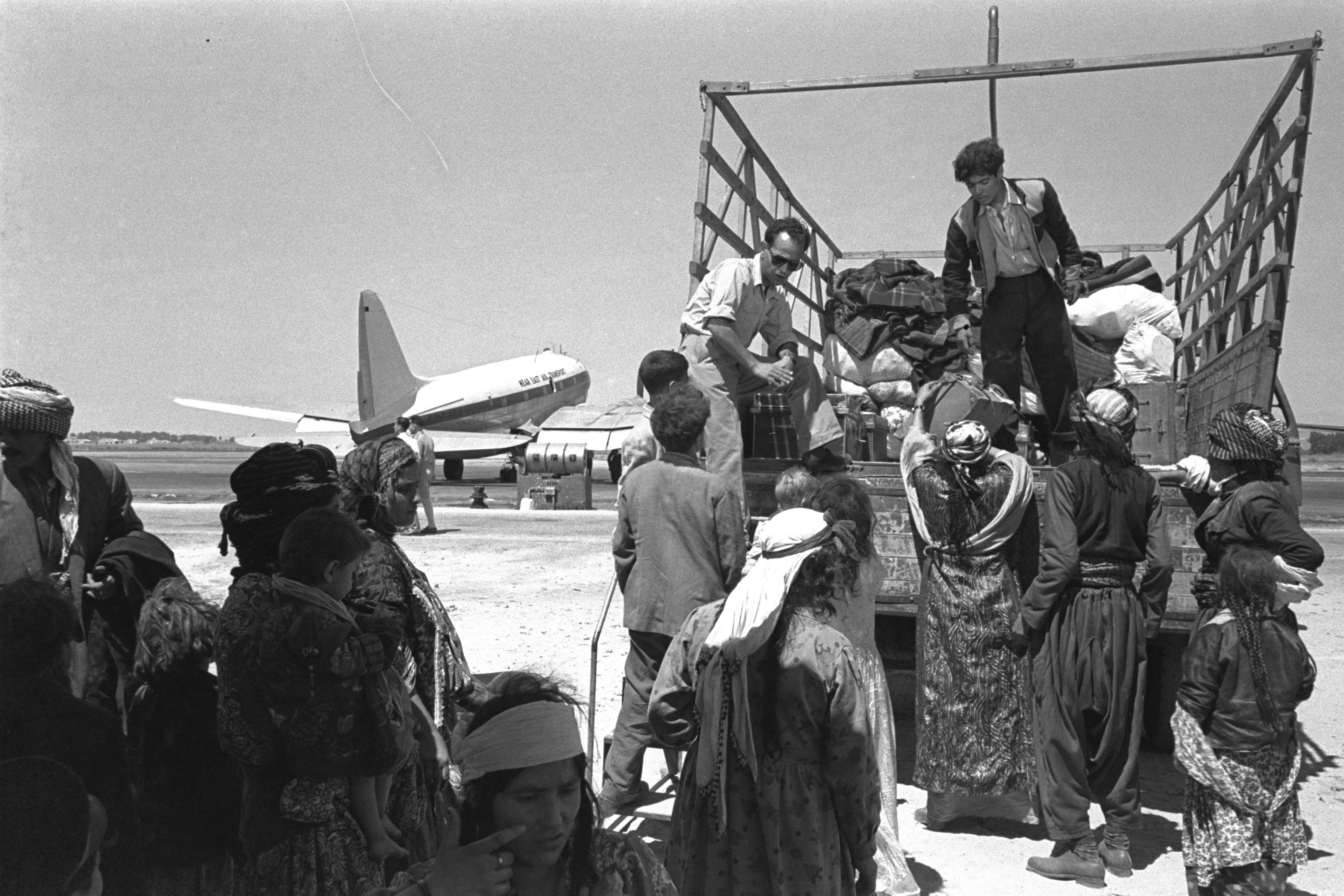
Iraakse Joden arriveren in Israël.

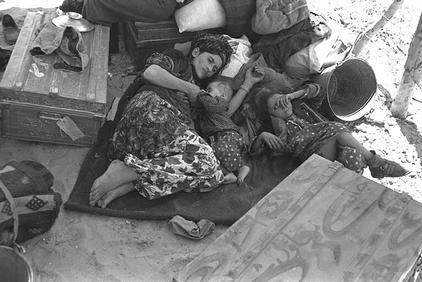
Iraakse Joden in een opvangkamp in Israël.

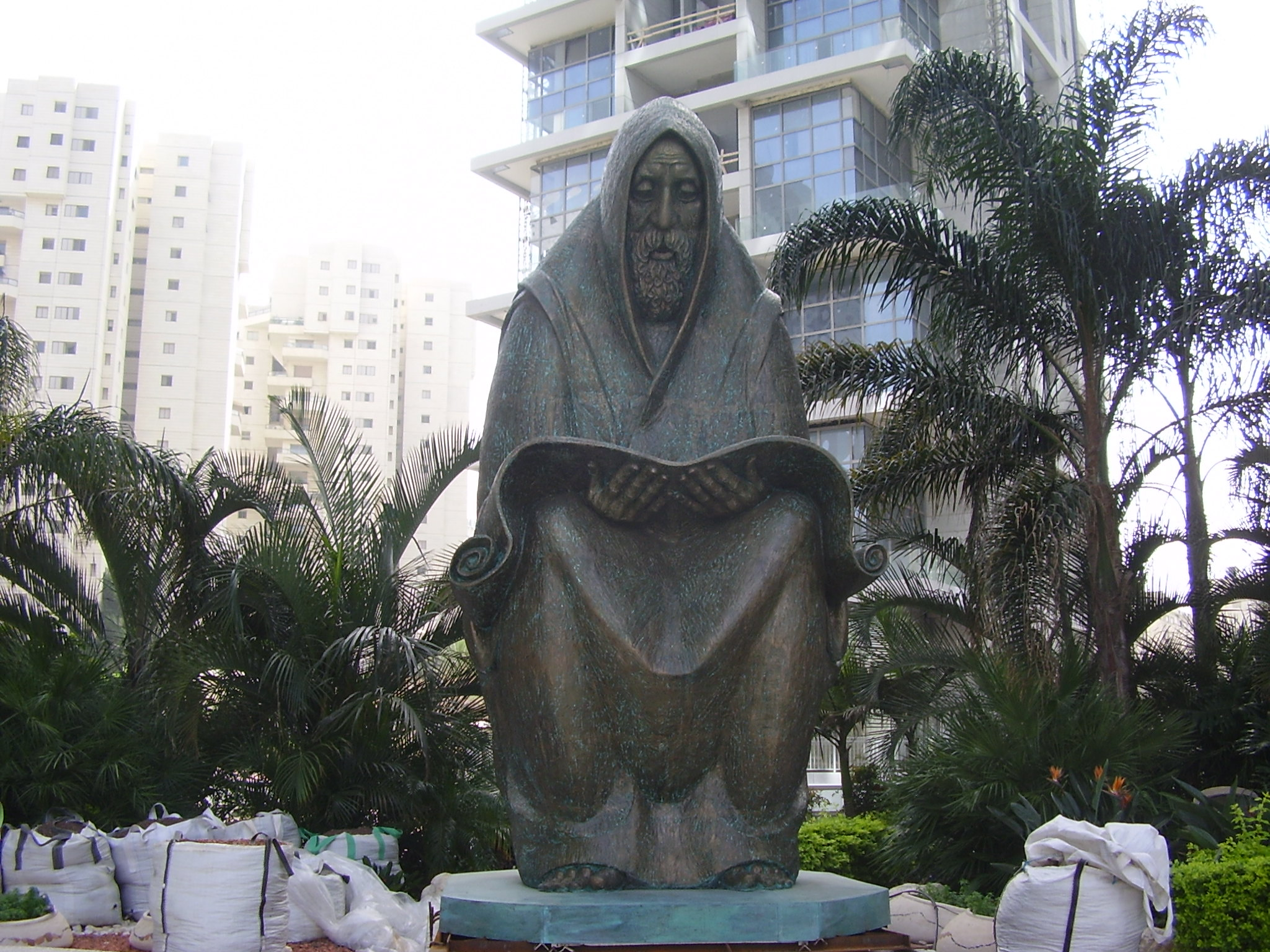
Gedenkteken in het Israëlische Ramat Gan, ter herinnering aan de slachtoffers van de Farhud

Operatie Ezra en Nehemia (Hebreeuws: מבצע עזרא ונחמיה) was een operatie tussen 1949 en 1952, die 110.000 - 130.000 Iraakse Joden naar Israël bracht. De operatie is vernoemd naar de Bijbelse figuren Ezra en Nehemia die eveneens Joden vanuit het stroomgebied van de Eufraat en de Tigris naar Israël brachten. 

## Voorgeschiedenis
Tot 1940 leefden er duizenden Joden in Irak. De stad Bagdad telde in het jaar 1921 volgens Britse statistieken 202.200 inwoners, van wie er 80.000 Joods waren (40% van de bevolking). Dit betekent dat de stad Bagdad toentertijd meer Joodse inwoners had dan bijvoorbeeld Jeruzalem. Vanaf de jaren 30, na het vertrek van de Britten verandert de situatie voor de Joden in Irak. In 1941 vond de Farhud plaats, een grootschalige moordpartij. Vele Joden trachtten het land te verlaten, echter emigratie wordt verboden. Sommigen probeerden Iraki’s om te kopen, die hen af en toe in vrachtwagens over de grens smokkelden.
Nadat in 1948 de staat Israël wordt uitgeroepen wordt de situatie slechter. Verschillende buurlanden vallen Israël aan en ook Irak zendt troepen. Vooraanstaande Joden worden willekeurig gearresteerd wegens zionisme, een strafbaar feit in het toenmalige Irak. Na de voor de Arabische landen slecht verlopen oorlog richtte alle frustratie zich tegen de Joodse gemeenschap in Irak zelf. Op 23 oktober 1948 werd de Joodse zakenman Shafiq Ades na een showproces ter dood gebracht.

## De operatie
In 1950 sluit het Verenigd Koninkrijk een geheim akkoord tussen Irak en Israël, dat uit twee delen bestaat. Op voorwaarde van afstand van hun Iraakse nationaliteit krijgen de Iraakse Joden een paspoort om naar Israël te reizen. Het tweede deel van het akkoord betreft een volkerenruil tussen Palestijnen in Israël en Joden in Irak. In de praktijk is hiervan niets terechtgekomen. Circa 130.000 Iraakse Joden melden zich aan om Irak te verlaten. De Iraakse overheid staat de Joden toe 50 dinar per persoon mee te nemen. Hun verdere bezittingen vervallen aan de Iraakse staat. De operatie om de Joden naar Israël te brengen wordt operatie Ezra en Nehemiah genoemd. Deze start vanaf mei 1951. De Joden worden eerst naar Cyprus gevlogen of over de grens met Iran gebracht, vanwaar ze overgevlogen werden naar Israël. In dit aantal zijn ook 18.000 Koerdische Joden begrepen, een geheel eigen bevolkingsgroep met andere tradities en gewoonten.Tijdens de operatie worden negen bomaanslagen gepleegd op de Joodse gemeenschap in Bagdad.
Na het beëindigen van operatie telde de Joodse gemeenschap in het land minder dan tienduizend personen. In 1967 (na de Zesdaagse Oorlog) werden elf van hen ter dood veroordeeld op basis van beschuldigingen voor spionage. Na de val van Saddam Hoessein in 2003 vertrekken veel Joden uit het land en verdwijnt nagenoeg de gehele Joodse gemeenschap met een duizenden jaren oude geschiedenis. In 2013 wordt het aantal Joden in Irak op minder dan 100 geschat.